# Remispora trullifera
Remispora trullifera är en svampart som beskrevs av Kohlm. 1963. Remispora trullifera ingår i släktet Remispora och familjen Halosphaeriaceae.   Inga underarter finns listade i Catalogue of Life.